# Glenea propinqua
Glenea propinqua là một loài bọ cánh cứng trong họ Cerambycidae.